# 黑龍江戰役
黑龍江戰役是日本與中華民國之間的的一場戰役。1931年9月下旬，日本佔領遼寧、吉林兩省後，即著手謀取黑龍江省，認為「此刻正是奪取北滿的絕好機會」。经过此役，日军首先占领江桥和大兴，随后占领了黑龙江全省。

## 背景
1931年10月10日，馬占山经張學良任命為代理黑龍江省主席兼代東北邊防軍駐黑龍江省副司令官，20日在省會齊齊哈爾宣誓就職，並於22日發表對日抵抗宣言，「凡侵入我境者，誓決以死戰」，并調1個步兵旅，2個騎兵旅，3個步兵團，1個炮團，連同原有的警衛隊團等，共約1.6萬餘人，分別部署在嫩江橋以北的大興、湯池、三間房、昂昂溪、富拉爾基一帶，組成三道防線，以加強江橋防務。

## 江橋抗戰
江橋抗戰發生於1931年11月4日齐齐哈尔市以南嫩江橋附近，拉开了黑龍江戰役的敘幕。

### 江橋阻擊戰
4日5時，日軍嫩江支隊主力到達江橋站，遂派小股部隊突入嫩江橋左翼陣地將守軍哨兵3人擄走。正午時分，日軍4000餘人由濱本大佐指揮，在7架飛機、4輛坦克和40門重炮掩護下向江橋發動進攻。戰到20時，日軍敗退，遺屍400餘具。入夜，日軍連續炮擊後乘船百隻偷襲，遭中國軍隊伏击，死傷落水者許多，余皆退回。此日中國軍隊傷亡300餘人，日偽軍傷亡1000餘人。
5日7時，日偽軍8000餘人在大炮和飛機掩護下开始渡江，日軍從中路、偽軍從左右兩路进攻。10時，日軍占領江岸第一線陣地，守軍分撤至左右兩翼陣地，日军繼而向第二道防線大興陣地猛攻，遭到守軍頑強抗擊。中午，馬占山趕到前線指揮吳德霖團和徐寶珍團從正面反攻，急調騎兵第1旅薩布力團從兩翼包抄日軍，從15時血戰到日暮，中國軍隊奪回被占之陣地。此戰，中國軍隊傷亡200餘人，日軍死亡167人，傷600餘人，偽軍陣亡700餘人。
6日，日本增援部队萬餘人到達江橋。晨2時，日偽軍又發動進攻，中国守軍頑強抵抗，到12時將日偽軍擊退。旋即，日軍又增大批主力軍進行強攻，遂占領大興主陣地。中國軍隊拚命衝殺，白刃格鬥，幾次奪回失去的陣地，但因連日苦戰，傷亡很大，又無援軍，彈藥告罄，工事被毀修築不及，於當晚撤至三間房一帶。
此戰，中國軍隊傷亡1850餘人，斃日偽軍2000餘人，擊落飛機1架。日軍濱本支隊幾乎被全殲，高波騎兵隊傷亡殆盡。

### 三間房阻擊戰
三间房站是洮南至昂昂溪铁路线上的一个车站，北距齐齐哈尔70里，南距嫩江桥60里，是中国军队重要的防御阵地，日军占领三间房才能直达齐齐哈尔。争夺三间房是江桥之战第二阶段的焦点。汤池战斗發生於1931年11月14日－18日，是抗日戰爭時期的主要戰鬥之一，交戰一方為吳松山指挥的國民革命軍东北军，一方為17000名之伪軍。最後，日軍獲勝，吳松山敗走。
7日7時，大批日偽軍在10架飛機掩護下，向三間房南湯池猛攻。斯時，張殿九旅和蘇炳文旅1個混成團趕到反攻，戰至午後將日偽軍擊退。此戰中國軍隊傷300餘人，斃傷日軍600餘人、偽軍千餘人。7日晚，马占山重新设置三道防线，总兵力1，5万余人。
12日上午，日军步骑兵500余人，向中国军队的前沿阵地进攻，战至13时，前沿阵地被日军占领，守军吴松林部600余人撤向第一线阵地。
13日晨5时，日军500余人在两架飞机配合下，向新立屯进攻，战到10时，不逞而退。下午，日军步兵骑兵3000余人在野炮30门、重炮8门的配合下向汤池、乌诺头、新立屯发动猛攻，战至午夜12时，日军以重大伤亡之代价占领乌诺头。
14日晨5时，日军先以少量骑兵袭扰汤池阵地，6时后700余步骑兵在两架飞机和重炮的掩护下向阵地猛攻，战至8时日军击撤退。10时许，日军2000余人在长谷指挥下从左、右两个方向攻击汤池，激战至15日晨攻至拴马。马占山下令反击，卫队团首先冲入日军阵地，骑兵两个团从两翼包围，日军三面被围攻，不支而退。至此，共毙伤日军300余人、俘200余人，缴获炮2门、马70匹；伪军伤亡及携械逃亡者2000余人。
16日11时，日军步、骑兵4000余人，在10架飞机和重炮、坦克支援下，向新立屯、三家子等阵地攻击，战至15时，日军撤退，此战双方伤亡很大。
17日22时，日军右翼部队，在天野指挥下，从乌诺头出发向新立屯一带左翼阵地进攻。守军吴松林旅竭死抵抗，打退日军十余次进攻，于翌日凌晨退往第二道阵地。3时20分，日军占领新立屯。17日22时40分，日军左翼部队，在长谷指挥下，向汤池一带右翼阵地进攻。守军程志远旅殊死抵抗。翌日2时，日军增加攻击力量，以坦克8辆、大炮30余门，肆恣猛击，守军难支，遂撤向三间房主阵地。3时，日军占领汤池。此战，双方伤亡极大。
18日6时30分，日军飞机和炮兵先后向三间房一线阵地轰击1小时，守军以炮还击。8时许，日军开始总攻。守军奋力抵抗。9时20分左右，多门下令预备队增援，疯狂进攻。战至10时，守军右翼部队退至昂昂溪。10时30分，守军左翼阵地小兴屯失守。此时，长谷指挥步、骑兵在飞机、坦克配合下向两个三间房主阵地进攻，守军苑崇谷旅及张殿九旅顽强抗击。14时，日军第39混成旅团从三间房西侧加入战斗，与正面长谷旅团配合，夹击守军。15时后，日军又增加飞机12架、坦克12辆、大炮30余门投入战斗。此时守军已激战一昼夜，各旅死伤各半，无力再战，遂撤至昂昂溪。
中国守军连续鏖战三日，伤亡3000余众，毙敌2000余人。在三间房战斗进行最激烈时，马占山电致各方增援，但“吉林军观望不动，北平方面亦无一确切指示。自洮昂路战事发生，所用子弹均黑龙江省旧存，且多霉湿不堪用。一昼夜激战，已用去十分之九，士卒虽有斗志，其奈徒手不能应战何”。马占山在伤亡惨重、弹尽粮绝、乞援无望的情况下，于18时15分下令各部撤出阵地。大部队沿齐昂路向省城撤退，留骑兵于距省城18里之乌黑马设防。22时，日军又自红旗营子追踪而至。马占山遂下令省府迁往克山，由苑崇谷旅掩护撤退，并率卫队500余人及骑兵700余扼守龙沙。
19日9时许，日军主力占领距省城15里之榆树屯，以猛烈炮火向省城轰击。17时，日军5000余人侵占齐齐哈尔。马占山率部沿齐克路撤往克山、拜泉、海伦一带集结，江桥之战至此结束。

## 哈爾濱保衛戰
哈爾濱保衛戰發生於1932年1月25日至2月4日。
當熙洽將軍的新吉林軍在1月25日已經推進到雙城市時，張學良指示馬占山及丁超在26日上午開始進行戰鬥。1932年2月27日，丁超將軍提出停戰，結束了中國官方在滿洲的抵抗。丁超將軍打了17個小時的戰役，哈爾濱市的居民從他們的屋頂上觀看了戰鬥。3月1日，滿洲國政府成立，馬占山任戰爭部長兼省長。